# Jozef Willem Huijsmans

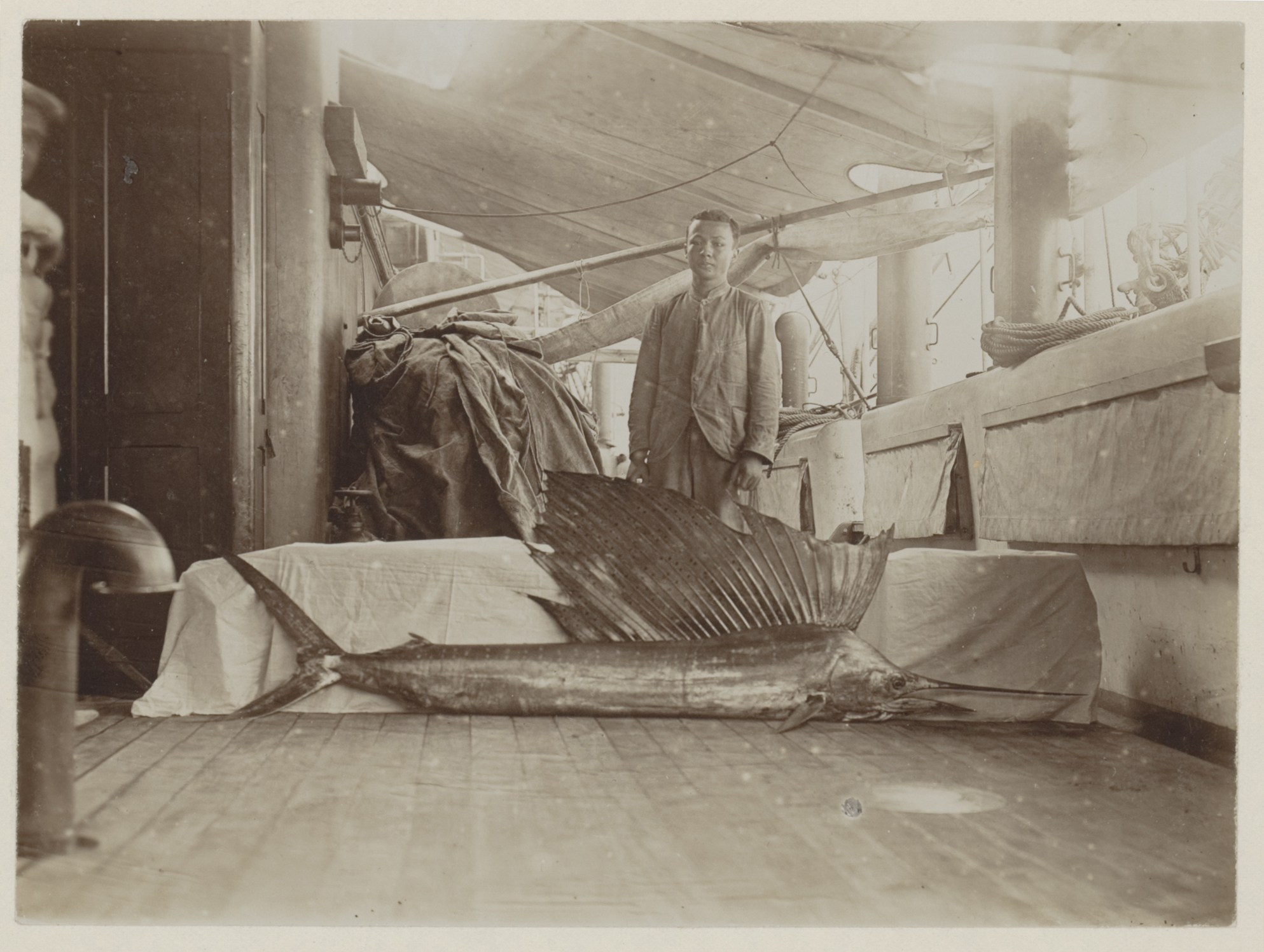
Huijsmans aan boord van de Siboga met een zeilvis op de voorgrond (ca. 1899-1900).

Jozef Willem Huijsmans (Manonjaya, West-Java, Nederlands-Indië, 7 juli 1880 - Amsterdam, 13 oktober 1916) was een Nederlands-Indische tekenaar en fotograaf.
Huijsmans voer als tekenaar mee aan boord van de Siboga-expeditie (1899-1900). Hij werkte ook in de botanische tuin van Bogor (Buitenzorg) en was daar actief als fotograaf getuige zijn bijdragen in een gids van de tuin. Huijsmans huwde te Batavia op 5 oktober 1908 met Emma Weijchardt.
Hij vertrok op 23 augustus 1916 met de ss Prinses Juliana van Batavia naar Amsterdam en overleed daar kort na aankomst.
- RKD-Nederlands Instituut voor Kunstgeschiedenis: 463572